# Heilig Hartbeeld (Graauw)
Het Heilig Hartbeeld is een standbeeld in de Nederlandse plaats Graauw, in de provincie Zeeland.

## Achtergrond
Het Heilig Hartbeeld werd opgericht in 1926, waarschijnlijk ter gelegenheid van het zilveren priesterjubileum van pastoor Marinus Watherus Petrus Maria van Gastel (1875-1946). Het werd gemaakt door Jan Custers en geplaatst aan de voorzijde van de Maria Hemelvaartskerk.

## Beschrijving
Het beeld toont een staande Christusfiguur, gekleed in een lang, gedrapeerd gewaad en omhangen met een mantel. Hij houdt zijn rechterhand zegenend geheven en wijst met zijn linkerhand naar het Heilig Hart op zijn borst. 
Het beeld staat op een hoge, gebeeldhouwde sokkel, waarop een inscriptie aan de voorzijde vermeldt: 

DOOR
MYNE
LIEFDE
ZAL IK
HEER-
SCHEN